# تايلور راب
تايلور راب (بالإنجليزية: Taylor Rapp) هو لاعب كرة قدم أمريكية أمريكي، ولد في 22 ديسمبر 1997 في بيلينغام في الولايات المتحدة.